# Pennington (Alabama)
Pennington – miasto w Stanach Zjednoczonych, w stanie Alabama, w hrabstwie Choctaw. W roku 2023 miasto zamieszkiwało 325 osób, a gęstość zaludnienia wynosiła 63,7 osoby/km².